# Capota rígida
En el diseño de automóviles, una capota rígida se caracteriza por ser un elemento construido habitualmente de chapa metálica, destinado a proteger a los pasajeros de las inclemencias meteorológicas. Por regla general son una parte fija de la carrocería de un vehículo, en contraposición con las capotas flexibles de los convertibles convencionales, que pueden plegarse para dejar al descubierto el habitáculo. Los techos rígidos normalmente ofrecen una mejor impermeabilidad, insonorización y durabilidad que las capotas construidas a base de tela.
Sin embargo, también existen algunos tipos de techos rígidos que no son fijos y pueden retirarse, ya sea desmontándolos y separándolos del vehículo, o abatiéndolos en el maletero del coche. Esta última configuración fue desarrollada en la década de 1930 y empezó a ser utilizada en vehículos producidos en serie por lo menos desde la década de 1950. La solución más habitual es que la capota rígida retráctil (ya sea articulada o no) quede guardada en el maletero mediante un sistema de bisagras generalmente accionado por medio de un mecanismo electrohidráulico.
Por otro lado, entre las décadas de 1950 y 1970 se diseñaron numerosos automóviles cuyo techo rígido de chapa recubierta de vinilo (por lo general, no desmontable), imitaba por motivos estéticos la apariencia de una capota de tela de un convertible convencional, dando origen a los modelos conocidos en inglés como hardtop. 

## Hardtop
El término utilizado en inglés para este tipo de capotas es "hardtop" (literalmente, parte superior dura), palabra que sirve a su vez para denominar genéricamente a aquellos automóviles que disponen de este tipo de techo. En un sentido amplio, cualquier vehículo que disponga de un techo "rígido" (generalmente metálico), ya sea desmontable o no, entraría en la calificación de "hardtop". Sin embargo, de forma más específica, el término "hardtop" también ha servido para designar a aquellos automóviles cuyo techo rígido (por lo general no removible) está recubierto por un material flexible que imita la apariencia de la capota textil de un verdadero descapotable.
Así mismo, la palabra sirve para distinguir versiones de un mismo coche cuando se dispone de un modelo descapotable convencional convertible (con una capota textil), y del mismo modelo hardtop (con techo rígido, sea o no, removible).

### Definición clásica
| |  |
| Pontiac Catalina de 1963, un "hardtop" clásico que muestra detalles en el vinilo que reviste el techo de chapa que imitan los pliegues del tejido de la capota de tela de un verdadero convertible. Por lo general, los "hardtop" no tienen pilares centrales |  |

El vocablo hardtop se hizo popular a partir de 1950 para denominar específicamente a aquellos coches cuyo techo en realidad es de chapa y está integrado en la carrocería (como el de cualquier berlina), pero que está recubierto por una lámina de un material flexible, como por ejemplo el vinilo, que imita la capota textil de un verdadero descapotable. Este estilo fue muy popular desde la década de 1950 hasta la de 1970.
En algunos casos, para recrear el efecto de un descapotable real, incluso se simulaban los pliegues de un techo de tela auténtico en el material blando del techo, así como la disposición del marco del parabrisas e incluso se eliminaban los cercos de las ventanillas y los pilares intermedios en su caso. En este sentido, se podía hablar de dos clases de hardtops:
- Hardtop sin pilares, cuando el elemento clave del estilo era la ausencia de los pilares centrales del techo textil simulado, y por lo tanto, la falta de los marcos de las ventanillas, de forma que una vez bajadas estas, todo el espacio delimitado por los pilares delanteros y traseros del techo quedaba libre.
- Hardtop con pilares, aquellos coches con un techo de tela simulado que conservaban tanto los montantes intermedios como los marcos de las ventanillas.

### Origen

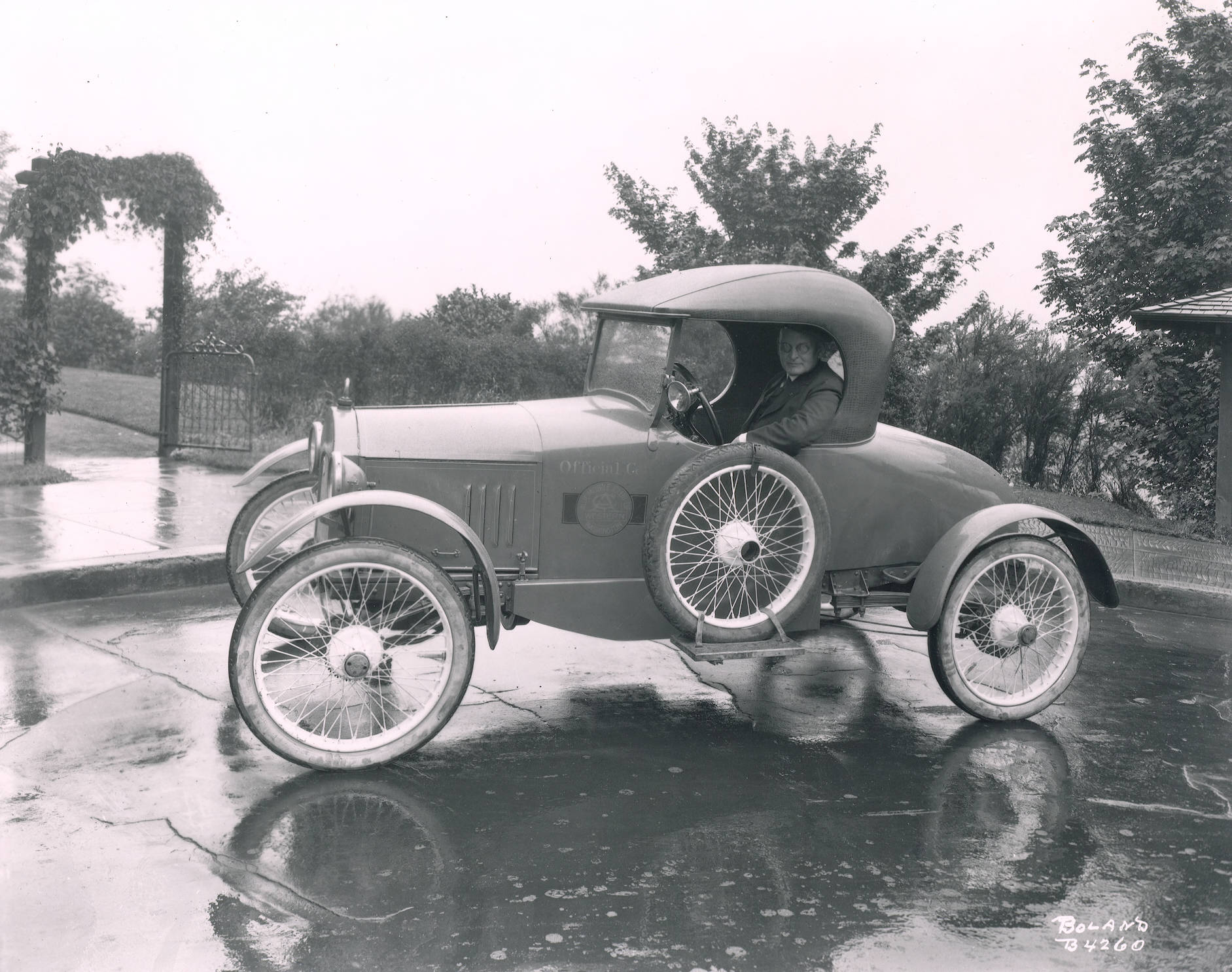
Chevrolet 490 roadster con techo rígido desmontable (1921)

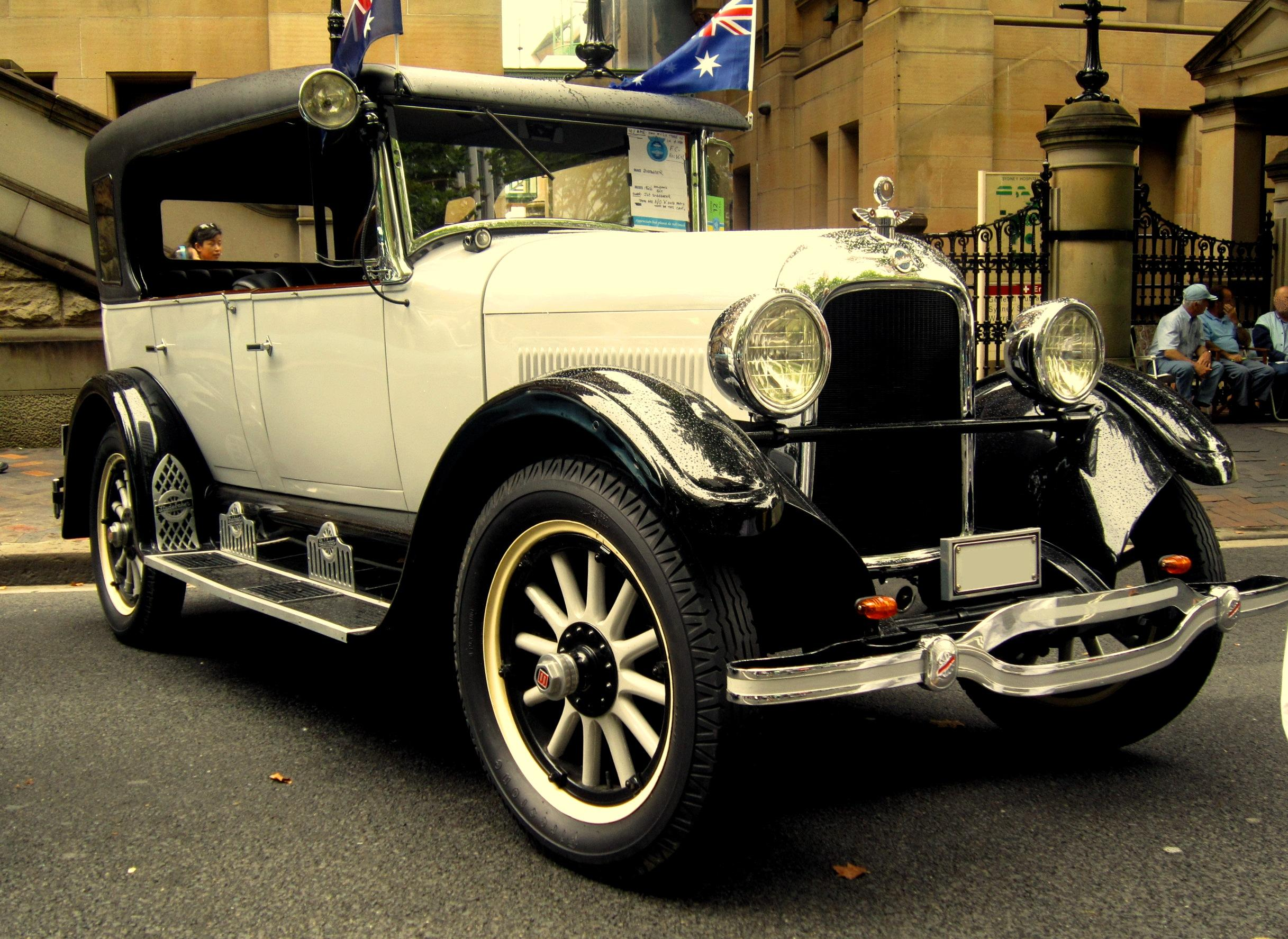
Capota "California" en un Studebaker Special Six Phaeton de 1926

Los primeros automóviles no tenían techo ni costados, aunque en 1900 ya se ofrecían varios automóviles con techos de tela y capotas plegables primitivas. Sin embargo, los automóviles con carrocerías completamente cerradas (es decir, con techo y costados rígidos) crecieron en popularidad y pronto se convirtieron en la norma.
En 1915-1918, se produjeron los primeros automóviles con techo rígido sin pilares intermedios, que luego se llamaron "automóviles convertibles" (o "sedanes de turismo" o "Springfields"). El diseño de tipo Springfield incluía marcos superiores plegables en las puertas y los marcos de vidrio traseros eran extraíbles y se almacenan debajo o detrás de los asientos. A finales de los años 1910, Cadillac ofreció un sedán con pilares "B" extraíbles.
Otra forma de techo rígido sin pilares es el "techo de California", originario de Los Ángeles y muy popular entre 1917 y 1927, diseñado para reemplazar a los techos plegables de los turismos con el propósito de cerrar los costados del automóvil y así disponer de una mejor protección contra las inclemencias meteorológicas. Un objetivo de estos accesorios era acercar el coste de un automóvil cerrado al precio del correspondiente automóvil abierto. Se alentó a los concesionarios de automóviles a equipar un automóvil abierto con una capota de California para demostrar que eran "frescos y limpios en verano y cálidos y secos en invierno". Los techos rígidos solían estar equipados con ventanas de celuloide que se recogían como si fueran persianas, ofreciendo una solución de compromiso de bajo costo entre un automóvil abierto y uno cerrado.

## Descapotables de techo rígido

Techo targa desmontable de un Porsche 911

Las capotas rígidas originalmente se diseñaron para añadirse a vehículos que originalmente carecían de techo, y como tales, podían desmontarse si así se deseaba. A diferencia de las capotas textiles de los descapotables clásicos, este tipo de techos no se podía almacenar en el propio vehículo. Sin embargo, en la década de 1930 comenzaron a aparecer ingeniosos sistemas articulados que permitían alojar el techo rígido del coche en su propio maletero. 
Esta situación dio lugar a dos tipos de convertibles de capota rígida:
- Los descapotables de techo rígido desmontable, caracterizados porque el vehículo se podía descubrir retirando manualmente su capota metálica, que debía quedar guardada en algún lugar hasta que se decidiese montarla de nuevo.
- Los descapotables de techo duro retráctil, capaces de descubrir el vehículo almacenando de forma automática su capota metálica en su propio maletero en unos pocos segundos.

Aunque no son coches excesivamente frecuentes, el diseño de techo rígido desmontable ha quedado prácticamente restringido a algunos tipos de techo targa, en los que se pueden retirar manualmente los paneles que cubren parcialmente el coche. Sin embargo, los modelos de techo rígido retráctil son relativamente más comunes, y la mayoría de los grandes fabricantes han dispuesto o disponen de alguno de estos coches en sus gamas.

## Ejemplos
|                                                                   |  |
| Capota rígida retráctil plegada y desplegada de un Peugeot 308 CC |  |

Ejemplos populares de coches con este tipo de capotas son el Ford Thunderbird de primera y 11.ª generación, el Mercedes-Benz SL de segunda y tercera generación, el Porsche Boxster, el Jeep Wrangler y el Mazda MX-5. Presentan muchos de los problemas de rigidez habituales en un descapotable estándar, incluso con el techo montado, aunque en el caso de los primeros Daimler SP250, el techo rígido proporcionaba cierta rigidez adicional a la carrocería. Sin embargo, la impermeabilización, la climatización del habitáculo y la seguridad de la cabina mejoran notablemente con respecto a un a capota de tela convencional.
Esta solución llevó al diseño de cupés y sedanes sin pilares intermedios (pillarless hardtop), automóviles que se asemejan a un descapotable por no contar con pilares «B», o laterales centrales, por lo que el techo descansa en el marco del parabrisas y en parte de la carrocería trasera. Este diseño se observa fácilmente al abrir las puertas con las ventanillas bajadas, dado que no tienen un «marco» que rodea el vidrio cuando está arriba, sino que cierran directamente contra el techo.
A mediados de los años 1970, dadas las nuevas regulaciones de seguridad para automóviles en Estados Unidos, se hizo muy difícil producir automóviles tipo "hardtop", por lo que dejaron de construirse en este país, quedando solamente algunos modelos de BMW, Mercedes-Benz, Toyota y Nissan como representantes posteriores de este tipo de vehículos.